# Linares de Mora
Linares de Mora – gmina w Hiszpanii, w prowincji Teruel, w Aragonii, o powierzchni 116,28 km². W 2011 roku gmina liczyła 296 mieszkańców.